# روبرت کوبلیاشویلی
روبرت کوبلیاشویلی (به گرجی: რობერტ კობლიაშვილი، متولد ۶ دسامبر ۱۹۹۳) کشتی‌گیر فرنگی‌کار تیم ملی گرجستان است. وی سابقه حضور در المپیک ۲۰۲۴ پاریس را دارد.  